# 가와고에케이바조마에역
가와고에가와고에케이바조마에역(일본어: 川越競馬場前駅, かわごえけいばじょうまええき, 가와고에 경마장앞역)은 일본 사이타마현 가와고에시에 위치했던 세이부 철도 신주쿠 선의 철도역이었다. 지금의 미나미오쓰카 역과 혼카와고에 역 사이에 위치해 있었으며, 경기가 벌어질 때만 정차했던 임시승강장이었다. 1933년에 경마장을 찾는 사람들을 위해 임시승강장을 건립했다. 당시 경마는 매년 2회에, 회기는 각 4일까지 결정되었으며, 이 역은 그 기간에만 영업했다. 그러다가 1937년에 역을 이전했고, 1939년에 경마장이 폐쇄됨으로써 자연히 이 역도 영업이 중단되어 사실상 폐역이 되었다.

## 역사
- 1933년 11월 10일 : 가와고에 경마장을 찾는 사람들의 편의를 위해 임시승강장으로 개업.(가와고에 역 (지금의 혼카와고에 역)에서 1.66km떨어진 곳에 건립.)
- 1937년 5월 25일 : 역사 이전(가와고에 역에서 1.84km 떨어진 곳).
- 1939년 경 : 가와고에 경마장 폐쇄로 영업 중단. 사실상 폐역.